# André Grizante
André Luis Grizante (* 26. Dezember 1976) ist ein ehemaliger brasilianischer Radrennfahrer.
André Grizante gewann 1999 eine Etappe bei Rutas de América. Im Jahr darauf gewann er das Eintagesrennen Volta do Rio de Janeiro, 2001 die Copa América de Ciclismo und 2002 den Grand Prix São Paulo. 2003 gewann er zwei Etappen bei der Volta de Goias, die Prova Ciclistica 1° de Maio und eine Etappe bei der Volta Ciclística Internacional de Santa Catarina. In der Saison 2004 war Grizante auf zwei Teilstückden der Torneio de Verao erfolgreich und wieder bei Prova Ciclistica 1° de Maio. Außerdem gewann er drei Etappen bei der Volta de Ciclismo Internacional do Estado de São Paulo und vier Etappen mit der Gesamtwertung bei der Volta Ciclistica de Porto Alegre. 2005 war Grizante auf zwei Etappen der Volta do Estado de São Paulo erfolgreich. Im nächsten Jahr gewann er zwei Etappen bei der Volta do Litoral Paranaense. 

## Erfolge
1999
- eine Etappe Rutas de América

2000
- Volta do Rio de Janeiro

2001
- Copa América de Ciclismo

2003
- eine Etappe Volta Ciclística Internacional de Santa Catarina

2004
- drei Etappen Volta de Ciclismo Internacional do Estado de São Paulo
- vier Etappen und Gesamtwertung Volta Ciclistica de Porto Alegre

2005
- zwei Etappen Volta de Ciclismo Internacional do Estado de São Paulo

## Teams
- 2007 Scott-Marcondes Cesar
- 2008 Scott-Marcondes Cesar
- 2009 Cesc/Nossa Caixa/Calypso/Maxxis/Kuruma